# 十六烷值
十六烷值（英語：Cetane number）是一种表示柴油易燃性的方法，数值越高表示越容易燃烧。

## 定义

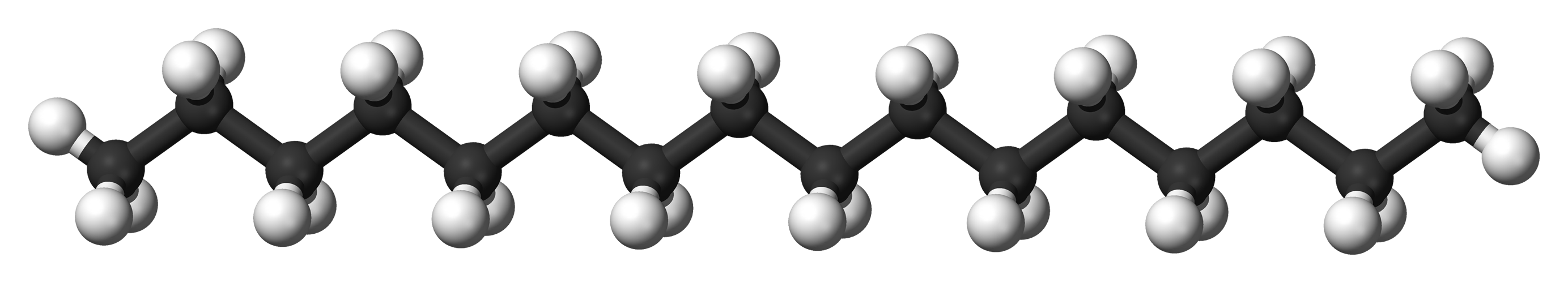
十六烷的結構

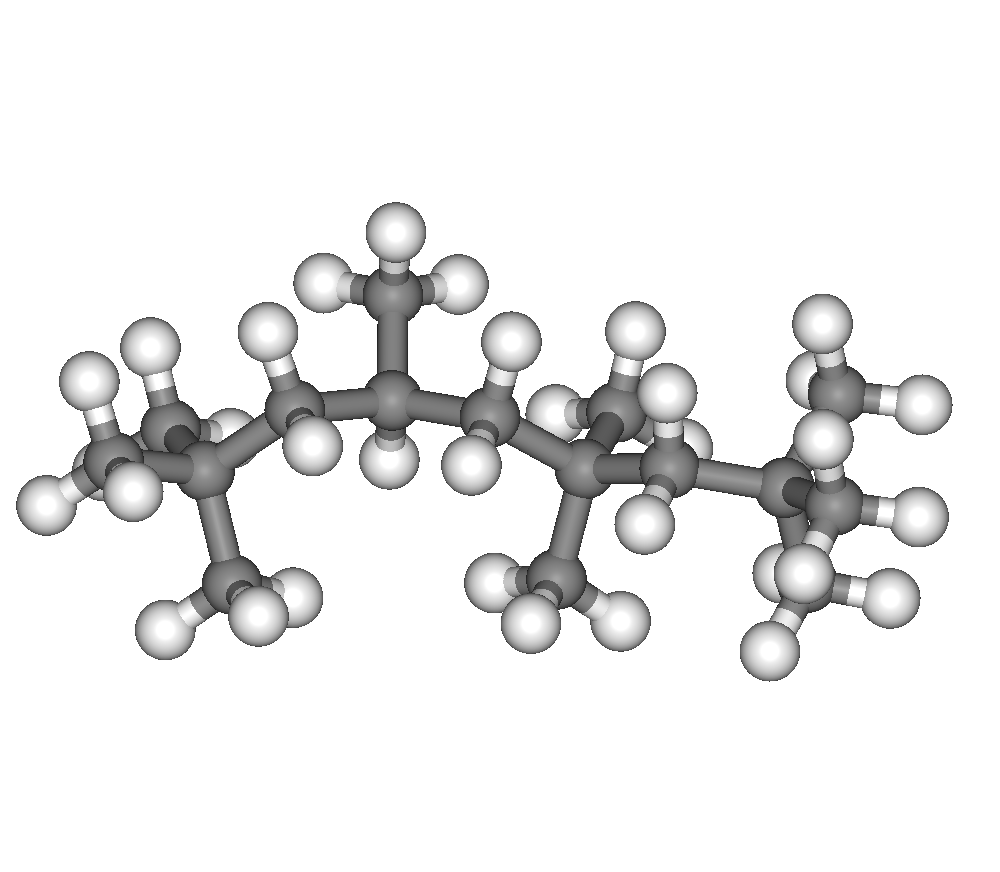
异十六烷的結構

易燃的十六烷（分子式为C16H34）的十六烷值被定义为100，而不易燃的1-甲基萘（分子式C11H10）的十六烷值被定义为0。然而，因為1-甲基萘燃燒上的不經濟和處理上的不便，因此又定義異十六烷之十六烷值為15。
将这两种燃料混合，可以获得有标准十六烷值的燃料，計算方式以兩者的佔體積比例加成平均計算。例如将7升十六烷与3升1-甲基萘相混合，其十六烷值就為70，用此方法可以得到各种十六烷值的燃料。把某种需要确定十六烷值的燃料与上述方法得到标准燃料相比较，当两者有相等的易燃性时，即可知道待测燃料的十六烷值。

## 常見數值
正常而言，柴油引擎在十六烷值為48到50之時運作良好，若使用較低十六烷值燃料時會延緩點燃燃料的時機，造成燃料燃燒過程時間拉長。因此，高速柴油引擎需使用高十六烷值的燃料。

## 添加劑
硝酸酯(原則上為硝酸(2-乙基己基)酯)和二叔丁基過氧化物可做為提升十六烷值的添加劑。